# V420 Aurigae
V420 Aurigae är en dubbelstjärna i mellersta delen av stjärnbilden Kusken. Den har en skenbar magnitud som varierar från 7,35 till 7,51 och kräver åtminstone en stark handkikare för att kunna observeras. Baserat på parallax enligt Gaia Data Release 3 på ca 0,72 mas, beräknas den befinna sig på ett avstånd på ca 4 500 ljusår (ca 1 390 parsek) från solen. Den rör sig närmare solen med en heliocentrisk radialhastighet på ca -20 km/s.

## Egenskaper
Primärstjärnan V420 Aurigae A är en blå underjättestjärna av spektralklass B0 IVpe. Den har en massa som är ca 18 solmassor, en radie som är ca 11 solradier och har ca 1 670 gånger solens utstrålning av energi från dess fotosfär vid en effektiv temperatur av ca 30 000 K.

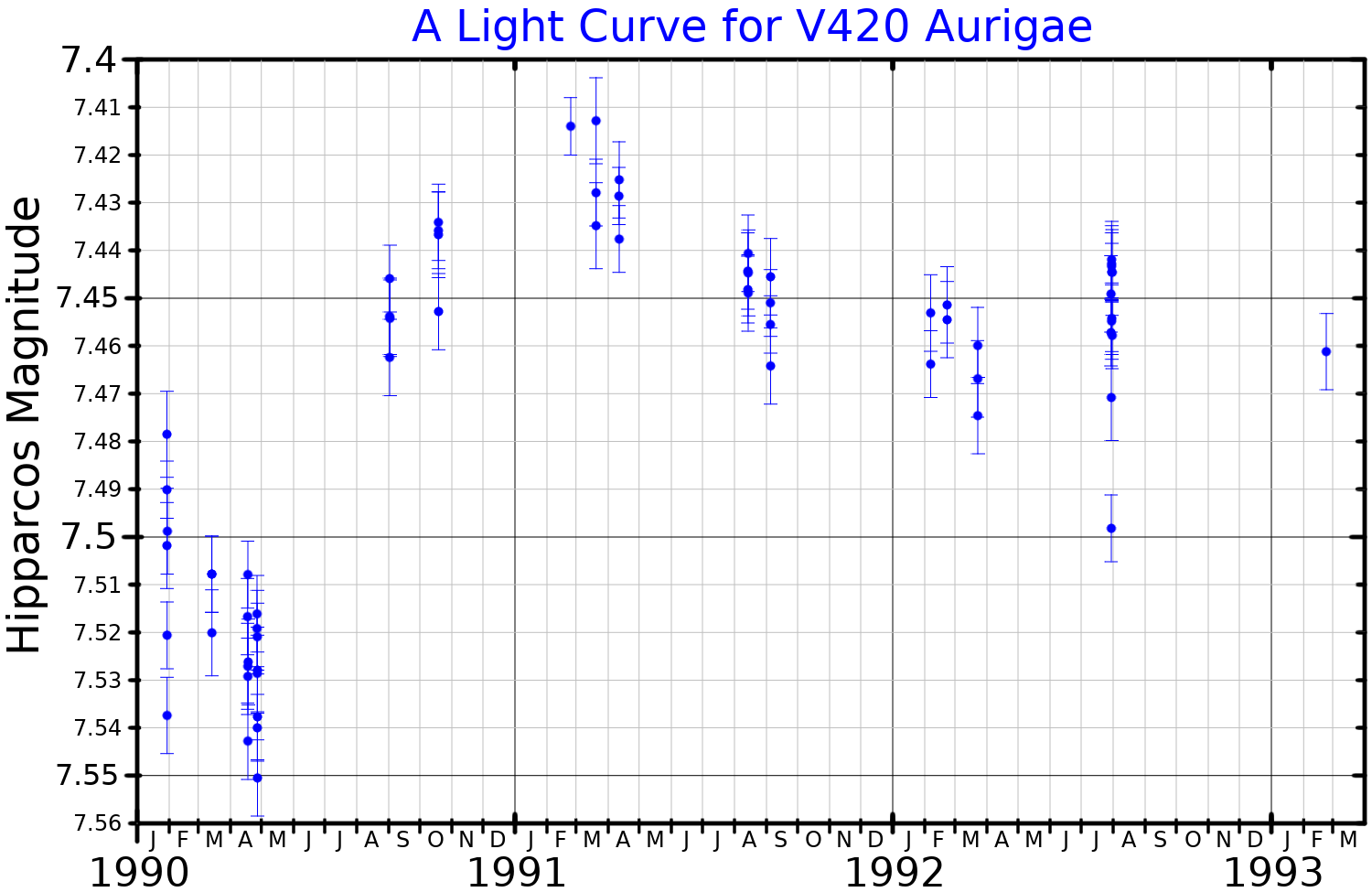
Ljuskurva för V420 Aurigae, plottad från Hipparcosdata.

Koordinaterna för V420 Aurigae sammanfaller med platsen för en röntgenkälla identifierad 1978 av Uhuru-satelliten och 1984 förknippad med V420 Aurigae. Stjärnans spektrum visar snabb variation i linjerna för enkeljoniserad järn- och Balmerlinjeemission, varierande med en period av mindre än 300 sekunder. Detta ger stöd åt närvaro av en kompakt följeslagare. Konstellationen visar ett överskott av infraröd strålning, vilket tyder på att den har ett omkretsande hölje av gas och möjligen stoft. Systemet verkar vara placerat i mitten av en oregelbunden nebulosa som upptäcktes i det infraröda bandet. En av de två filamenten i nebulosan verkar vara anknuten till dubbelstjärnan.